# Лангола (тауншип, Миннесота)
Лангола (англ. Langola) — тауншип в округе Бентон, Миннесота, США. На 2000 год его население составило 916 человек.

## География
По данным Бюро переписи населения США площадь тауншипа составляет 106,6 км², из которых 102,8 км² занимает суша, а 3,8 км² — вода (3,57 %).

## Демография
По данным переписи населения 2000 года здесь находились 916 человек, 291 домохозяйство и 254 семьи.  Плотность населения —  8,9 чел./км².  На территории тауншипа расположено 310 построек со средней плотностью 3,0 построек на один квадратный километр. Расовый состав населения: 98,69 % белых, 0,11 % афроамериканцев, 0,11 % коренных американцев, 0,44 % — других рас США и 0,66 % приходится на две или более других рас. Испанцы или латиноамериканцы любой расы составляли 0,44 % от популяции тауншипа.
Из 291 домохозяйства в 46,7 % воспитывались дети до 18 лет, в 82,1 % проживали супружеские пары, в 2,4 % проживали незамужние женщины и в 12,4 % домохозяйств проживали несемейные люди. 10,7 % домохозяйств состояли из одного человека, при том 4,5 % из — одиноких пожилых людей старше 65 лет. Средний размер домохозяйства — 3,15, а семьи — 3,40 человека.
30,9 % населения — младше 18 лет, 7,6 % — в возрасте от 18 до 24 лет, 30,5 % — от 25 до 44, 23,5 % — от 45 до 64 и 7,5 % — старше 65 лет. Средний возраст — 35 лет. На каждые 100 женщин приходилось 112,0 мужчин.  На каждые 100 женщин старше 18 приходилось 106,9 мужчин.
Средний годовой доход домохозяйства составлял 52 667 долларов, а средний годовой доход семьи —  54 250 долларов. Средний доход мужчин —  35 060  долларов, в то время как у женщин — 23 618. Доход на душу населения составил 18 753 доллара. За чертой бедности находились 3,8 % семей и 4,4 % всего населения тауншипа, из которых 6,0 % младше 18 и 5,5 % старше 65 лет.